# Julie von Egloffstein

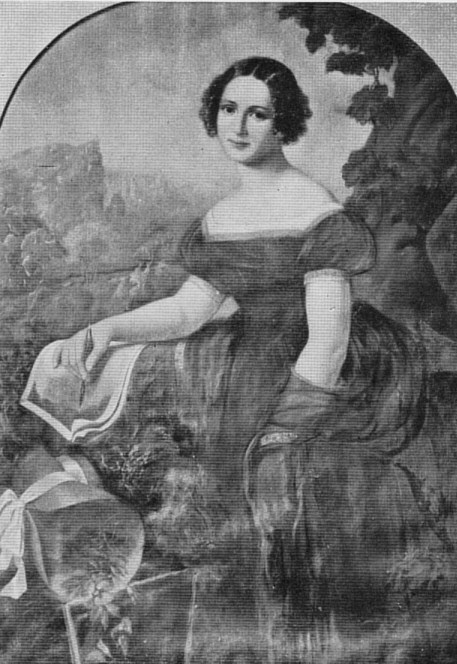
Julie Gräfin Egloffstein, Selbstbildnis

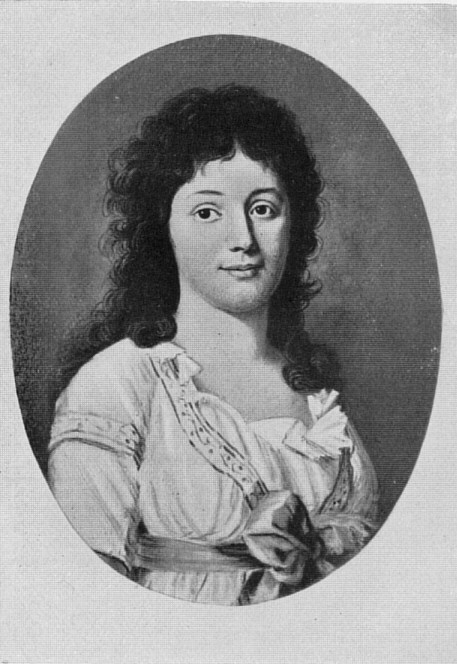
Henriette Gräfin Egloffstein, die Mutter, Porträt von Johann Friedrich August Tischbein

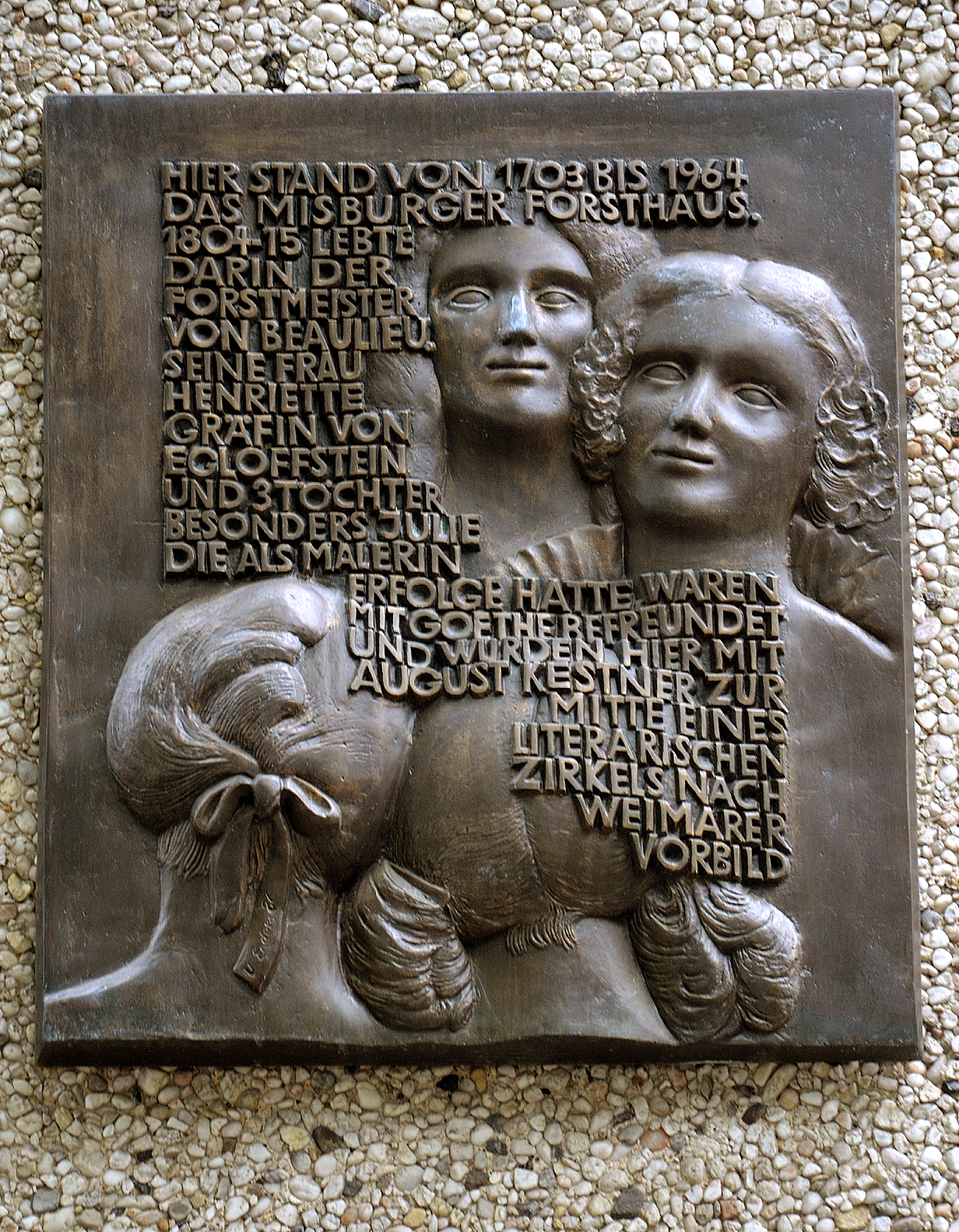
Henriette von Egloffstein und ihre drei Töchter;
1986 von Ulrike Enders geschaffene Reliefplatte am Misburger Rathaus

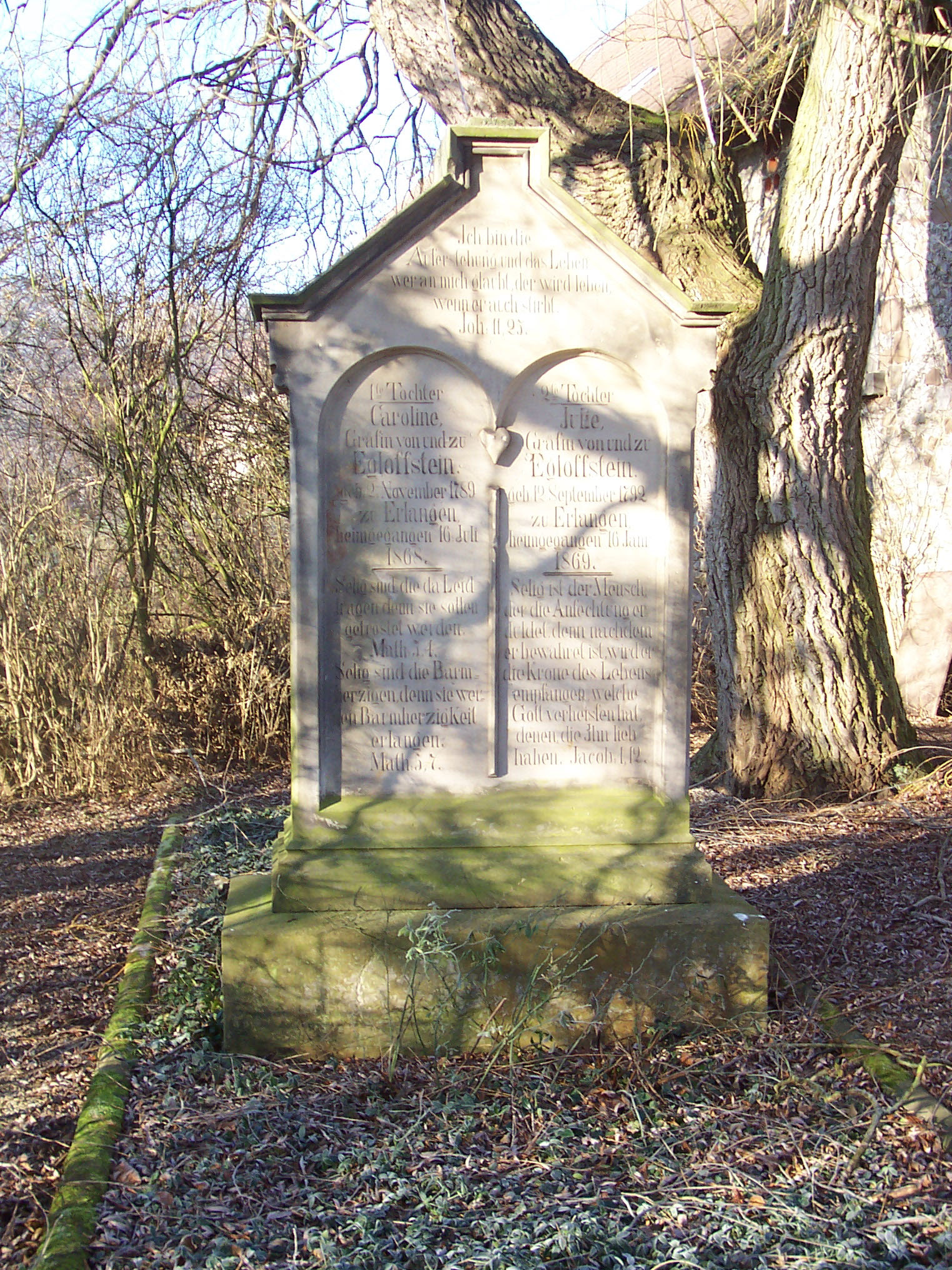
Grabstein (Ostseite) der vier Gräfinnen von und zu Egloffstein auf dem Klostergut Marienrode bei Hildesheim

Julie Gräfin Egloffstein (* 12. September 1792 in Erlangen; † 16. Januar 1869 in Marienrode) war Hofdame, Malerin und Zeichnerin.

## Leben
Julie Gräfin Egloffstein stammt aus dem fränkischen Adelsgeschlecht derer von Egloffstein. Die Ehe ihrer Mutter Henriette Gräfin von Egloffstein (1773–1864) verlief unglücklich. Die Mutter ließ sich 1803 scheiden. Henriette Gräfin von Egloffstein lernte schon 1795 Johann Wolfgang von Goethe kennen und zog mit ihren fünf Kindern (darunter auch Carl von und zu Egloffstein) 1799 nach Weimar, wo bereits ein Teil der Egloffsteinschen Großfamilie lebte und in herzoglichen Diensten stand.
Ihre ältere Schwester Caroline (1789–1868) wurde Hofdame bei Erbherzogin Anna Amalia, sie Hofdame bei der Großherzogin Luise. In dieser Zeit verkehrten beide Töchter oft im Hause Goethes, der besonders Julie liebte und ihr Gedichte widmete. Auch der Staatskanzler Friedrich Müller sah sie oft und förderte sie. Unter der Teilnahme von Goethe, der als Geheimer Rat die Oberaufsicht über die Fürstliche freie Zeichenschule in Weimar führte, entwickelte sich Julie Gräfin Egloffstein zu einer beachteten Malerin. Ihre Ausbildung erhielt sie unter anderem von Georg Friedrich Kersting in Meißen und um 1840 von Karl Ferdinand Sohn an der Malerschule in Düsseldorf.
Julie reiste viel im In- und Ausland, wo sie in städtischen Kreisen wegen ihrer Schönheit und ihres künstlerischen Talentes bewundert wurde. Egloffstein wurde immer wieder besucht und blieb bis zu ihrem Lebensende die eigentliche Heimat. Nachdem ihre Mutter 1804 Carl von Beaulieu-Marconnay geheiratet hatte, der 1815 das Amt des Oberforstmeisters in Hildesheim annahm, wurde das Klostergut Marienrode ihr Zuhause. 1826 malte sie Goethe nach mehreren Studiensitzungen in zwei großen Ölbildern. Bis 1829 malte sie Mitglieder der Herzogsfamilie in Weimar, den bayerischen König Ludwig I. und Königin Therese. 1829 reiste sie zu Studienzwecken nach Italien. In Rom, wo sie in der Villa Malta auf dem Pincio wohnte, lebte sie vom Sommer 1827 bis zum Frühjahr 1832. Dort wurde sie schnell Teil der deutschen Künstlerkolonie und zum Ehrenmitglied der römischen Accademia di S. Luca ernannt.
1832 kehrte Julie Gräfin Egloffstein von Italien nach Weimar zurück. Den Höhepunkt ihres Schaffens erreichte sie in den folgenden Jahren. Erneut besuchte sie Rom vom 22. November 1838 bis Juli 1840. Gegen Ende ihres Lebens fiel ihr das Malen immer schwerer, sie war von einem schweren körperlichen Leiden gezeichnet. Die Miniatur Bildnis Frau Colditz, zu Weihnachten 1856 den beiden Töchtern der Maria Margareta Colditz geschenkt, gilt als ihr letztes Werk. Julie Gräfin Egloffstein starb am 16. Januar 1869 unverheiratet in Marienrode bei Hildesheim.

## Bedeutung
Zu ihrem 200. Geburtstag 1992 zeigten das Roemer- und Pelizaeus-Museum Hildesheim und das Goethe-Nationalmuseum in Weimar eine Ausstellung der Werke von Julie Gräfin Egloffstein. In der Burg Egloffstein ist ihr zu Ehren ein Zimmer mit Staffelei und Zeichnungen eingerichtet.

## Anekdoten
- Goethe, von der etwas frommen Julie von Egloffstein gefragt, ob er denn auch zuweilen in der Bibel lese, antwortete lächelnd: „O ja, meine Tochter, aber anders als ihr“. (F. Wehl: Letzte Lebensjahre)
- „Schade, dass Sie Hofdame waren, Sie würden sonst eine große Malerin geworden sein.“ (Ludwig I. von Bayern in einem Brief an sie)

## Werke (Auswahl)
Eine genaue Übersicht der Werke findet sich bei Boetzkes, hier eine Auswahl:
- „Hagar und Ismael in der Wüste“
- „Die Aussetzung Moses“
- „Italienisches Volksleben“